# Hypolycaena rogersi
Hypolycaena rogersi är en fjärilsart som beskrevs av Bethune-Baker 1924. Hypolycaena rogersi ingår i släktet Hypolycaena och familjen juvelvingar. Inga underarter finns listade i Catalogue of Life.